# Église royale Sainte-Marie
Pour les articles homonymes, voir Église Sainte-Marie.
L'église royale Sainte-Marie (en néerlandais : Koninklijke Sint-Mariakerk) est un édifice religieux catholique sis place de la Reine à Schaerbeek en Belgique. Construite au XIXe siècle en style romano-byzantin, l'église se trouve sur le « tracé royal » menant de la résidence royale de Laeken au palais royal de Bruxelles. Officiellement dédiée à Notre-Dame de l'Assomption, elle est populairement associée à Louise-Marie d'Orléans, première reine des Belges, ce qui lui valut son qualificatif de « royal »,.

## Histoire

### Origine et projet
Dès son accession sur le trône de la Belgique indépendante (1831), le roi Léopold Ier veut faire de Bruxelles une ville de prestige, égale aux autres grandes capitales européennes. Un projet urbanistique prévoit le développement du faubourg Nord-Est de Bruxelles, avec le prolongement de la rue Royale au-delà de la petite ceinture. Plus loin, avec la rue des Palais et la rue de la Reine, un large « tracé royal » est ainsi créé reliant la résidence royale de Laeken au palais royal de Bruxelles. Sur le plan, au départ de la rue des Palais, une parcelle de terrain est destinée à la construction d'une église.
Par ailleurs, la population de Schaerbeek augmentant très rapidement, le cardinal Sterckx érige en 1839 une nouvelle paroisse placée sous la protection de Notre-Dame de l'Assomption. Une chapelle provisoire est immédiatement construite à la rue Saint-Servais (aujourd'hui : place de la Reine, côté oriental) et ouverte au culte en 1840.

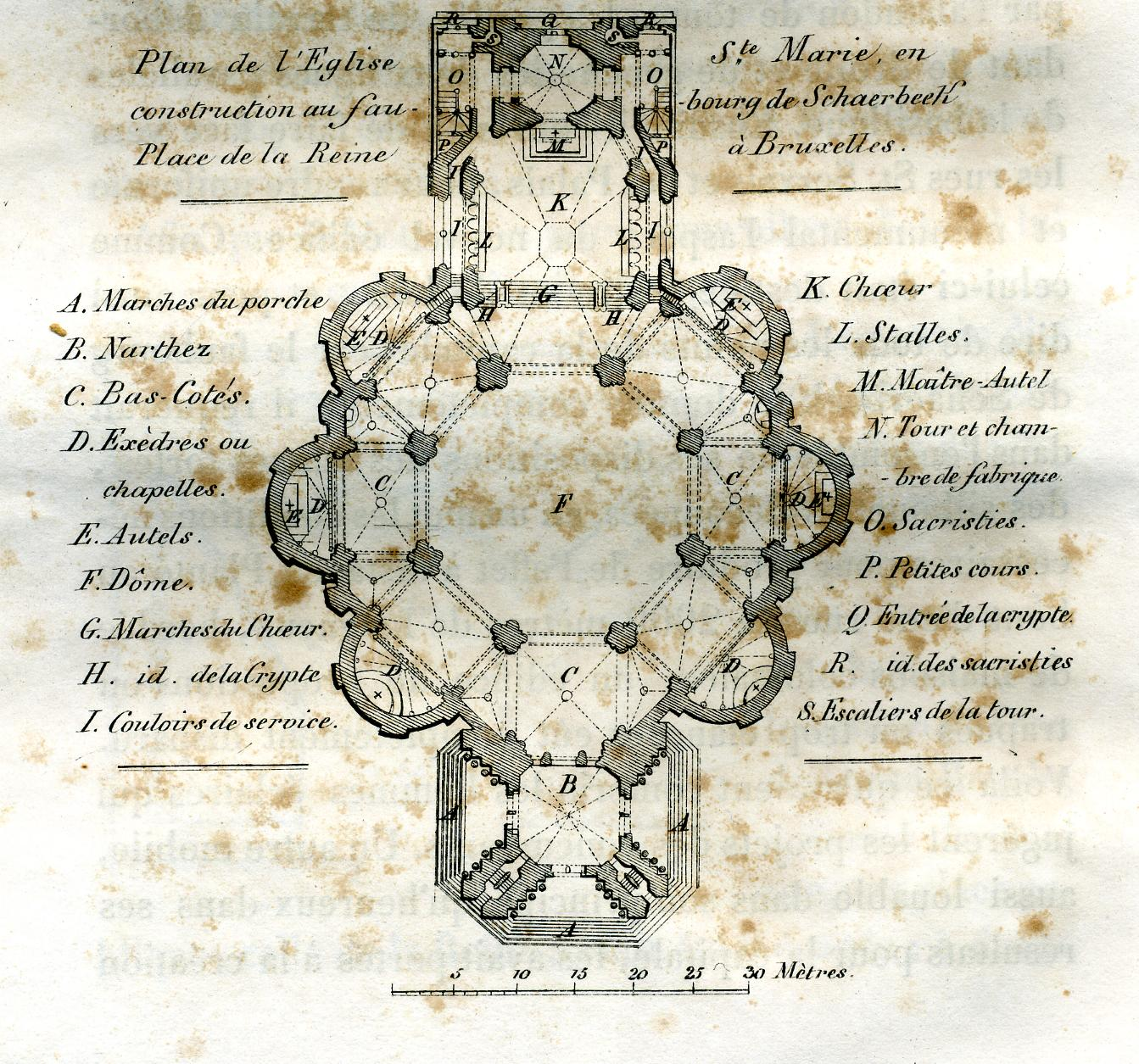
Plan au sol de l'église Sainte-Marie tel que envisagé par van Overstraete

Parallèlement, le projet d'une grande église va bon train. Les autorisations obtenues et une partie des fonds (publics et privés) étant rassemblés, un concours est ouvert aux architectes du pays. Parmi les 10 propositions soumises, c'est le projet de Louis van Overstraeten qui est retenu par la fabrique d'Église (septembre 1844). Inspiré de la basilique Saint-Vital de Ravenne (Italie), il a séduit, car sa structure architecturale de forme octogonale - avec autant de façades - s'harmonise bien avec un emplacement ouvert sur trois rues. Elle occupera le centre de la place de la Reine et sera bien visible à l'extrémité d'une rue prestigieuse de 2 000 mètres (rue Royale). Son porche aura la largeur de la rue.

### De longs travaux
Le chantier est ouvert en août 1846. Prévoyant que les travaux seraient longs, il est déjà décidé que l'église sera ouverte au culte dès que le niveau de la première galerie serait atteint, avec l'installation d'un toit provisoire.
Entre-temps, la chapelle provisoire se révèle déjà tout à fait insuffisante. La paroisse compte 7 000 fidèles. Le curé Jean Triest est assisté de trois vicaires. Problème supplémentaire : l'architecte, Louis van Overstraeten, meurt du choléra en 1849. Il a à peine 31 ans. Son beau-père, Louis Roelandt (1786-1864), lui succède comme maître d'œuvre. L'année suivante, la reine Louise-Marie meurt à Ostende. À sa demande, elle est inhumée à Laeken. Un service solennel est célébré le 25 octobre 1850 dans la chapelle provisoire.
En 1851, les travaux avancent bien. Des initiatives sont prises pour activer la collecte de fonds ; une souscription publique, soutenue par Alexandre Dumas (père), alors en exil en Belgique, est lancée en 1852, de même qu'une tombola. Un récital de piano est organisé en mars 1852 : la pianiste est Marie Pleyel.
À ce stade des travaux, le toit provisoire est installé au-dessus du tambour octogonal (1852) et l'église est ouverte au culte le 15 août 1853, fête de l'Assomption. Après treize années de service, la chapelle provisoire est désacralisée et son mobilier est transféré dans l'église Sainte-Marie.

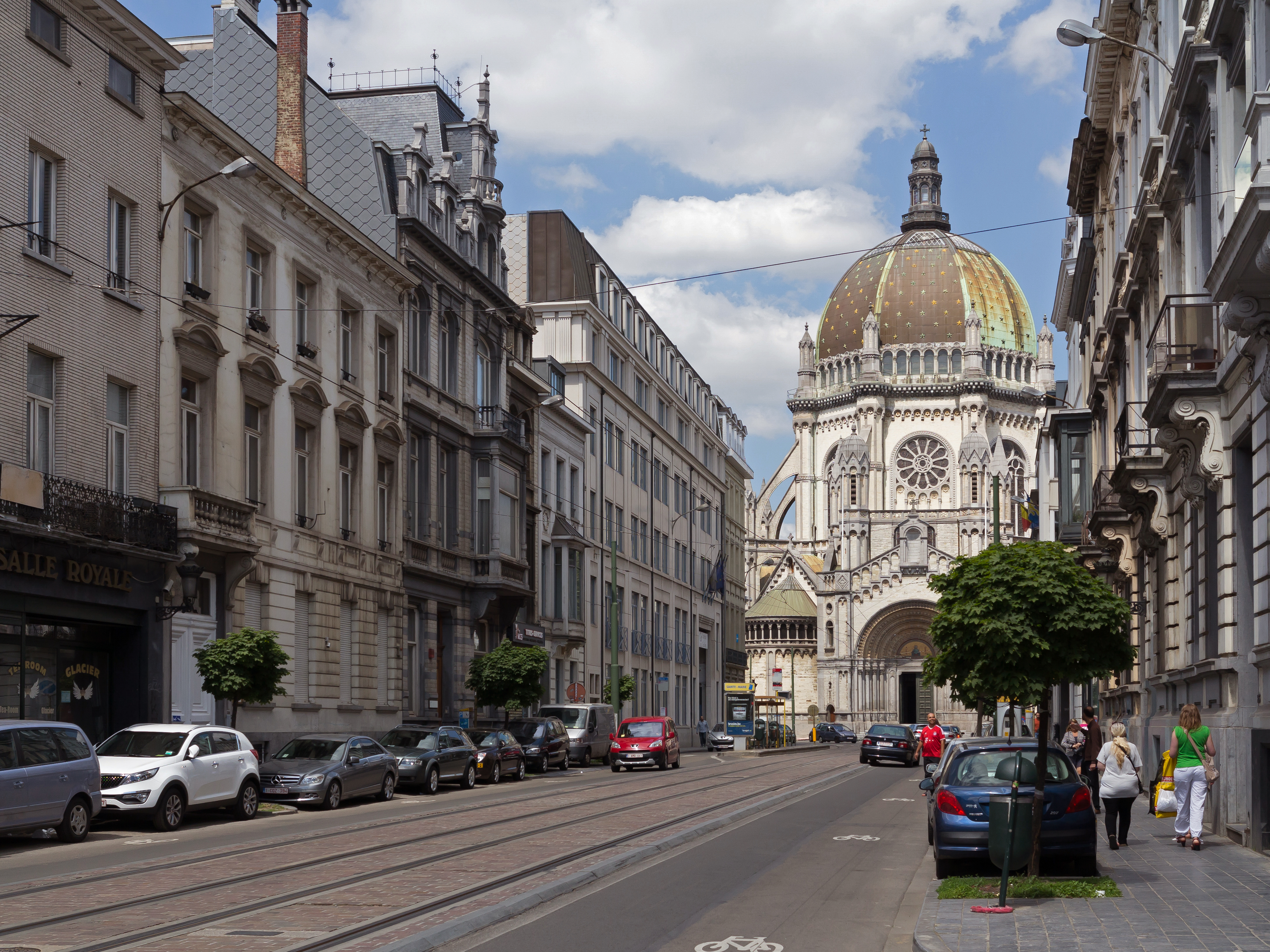
Exactement dans l'axe de la rue Royale

Avec l'ouverture de la rue de la Reine en 1858 et la percée de la rue Royale Sainte-Marie en 1870, le quartier s'urbanise très rapidement. Après une nouvelle interruption (1855-1859), la construction du chœur reprend au printemps 1859. Les trois porches (côté rue Royale) sont mis en chantier à cette époque également. Au dessus s'ébauche la tour : les travaux sont dirigés par Henri Detrille.
Tout au long des travaux, la Commission des monuments, le Ministère de la Justice et les communes de Schaerbeek et Saint-Josse interviennent avec suggestions et observations plus ou moins contraignantes, obligeant la fabrique d'église à s'adapter, et ralentissant les travaux. À la mort de Roelandt (1864), l'architecte Gustave Hansotte (1827-1886) prend sa succession comme maître d'œuvre. Banc de communion et maître-autel sont installés en 1865, et, derrière l'autel, une statue de la Vierge-Marie, œuvre de Joseph Geefs. L'orgue, œuvre du facteur Devolder, est installé au jubé. La décoration intérieure va bon train. Nouvelles critiques, nouveau ralentissement : des modifications sont apportées et la charpente doit être refaite en 1866. Statue de Notre-Dame dans la façade principale et trois cloches, Marie, Joseph et Salvator sont installées en 1866, donnant vie au bâtiment. Le chemin de croix est placé lors du carême 1868.
Lorsque la construction du dôme est bientôt envisagée, de nouvelles difficultés financières arrêtent le chantier (de 1870 à 1875), même si l'aménagement intérieur continue : ainsi le baptistère de granit noir prend sa place en 1873. La fabrique d'église vend des tableaux offerts à la chapelle provisoire et deux maisons, afin de se procurer des fonds. Les travaux reprennent en 1875 par l'enlèvement du toit provisoire et la construction d'une nouvelle charpente (mai 1876). En 1883, toutes les ressources sont épuisées.
L'achèvement complet des travaux est alors adjugé par compétition publique. Une nouvelle tombola est lancée (1887), sous le patronage de la reine Marie-Henriette et un emprunt est autorisé par le ministère de la Justice. Grâce aux fonds récoltés, les travaux reprennent en mars 1885. La paroisse en est déjà à son troisième curé (Michel Van Roost), trois architectes se sont succédé et le président de la fabrique d'église, Siméon Mercier, est l'oncle du futur cardinal Mercier. La réception « définitive » des travaux est officiellement faite en 1888, même si l'architecte Struyven a encore une liste de « travaux à faire dans les plus brefs délais »…
Lorsque, en 1890, le bilan financier est fait des 46 ans de travaux, on constate que le coût total s'est élevé à un million et demi de francs, les deux tiers ayant été apportés par des subsides d'État, de la Province ou des deux communes de Schaerbeek et Saint-Josse, le troisième tiers étant d'origine privée.

### Aménagement intérieur
La période suivante est surtout consacrée à l'aménagement intérieur et décoratif. À partir de 1887, les vitraux, œuvres de Jean-Baptiste Capronnier (1814-1891) sont installés. En 1894 : les confessionnaux. En 1899 : une nouvelle cloche (due au fondeur Félix Van Aerschot) qui sera enlevée par l'occupant allemand en 1943. Tout au long du XXe siècle, l'église sera embellie de mobilier approprié, surtout dans les chapelles secondaires. Ainsi les bancs de communion (1905) et les orgues de Jean-Émile Kerkhoff (en 1907). Le chemin de croix d'Edouard Van Esbroeck est béni en 1908.

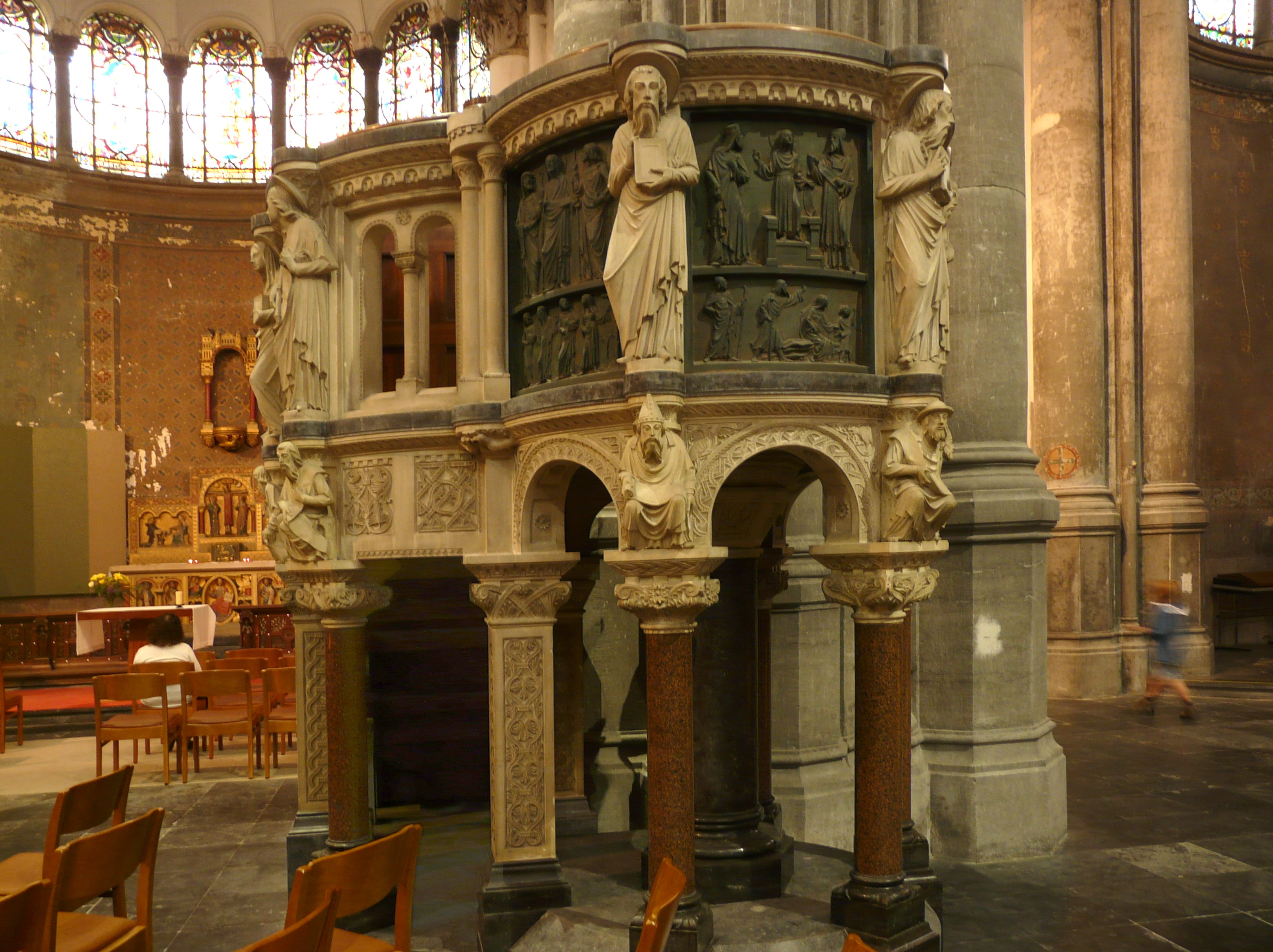
La chaire de vérité

Dernier mobilier de grande importance, la chaire de vérité, est œuvre de Séraphin De Martelaere. L'artiste s'est inspiré de l'œuvre réalisée au XIVe siècle pour la cathédrale de Pise par l'artiste italien Giovanni Pisano. De marbre, avec hauts-reliefs en cuivre sur les faces de la cuve, ornée de colonnettes et bustes de docteurs de l'Église et évangélistes, elle contraste avec les traditionnelles chaires de bois plus ou moins élaborées que l'on voit habituellement dans les églises de Belgique.
Mais surtout, le sanctuaire est aménagé à partir de 1900. Un maître-autel en cuivre ciselé (style romano-mosan) remplace l'autel primitif. Un parquet de chêne y conduit. Retable et prédelles sont très élaborés, avec œuvres d'art illustrant la vie de la Vierge Marie, particulièrement sa Dormition (Assomption), œuvre de M. Wilmotte. La porte du tabernacle est décorée d'un bas-relief du Christ bénissant, entouré, aux quatre coins, des emblèmes évangéliques traditionnels. L'ensemble est embelli d'émaux et pierres précieuses. L'autel est surmonté d'un ciborium porté par des doubles colonnettes.

### Consécration
Le 14 octobre 1902, fête de Notre-Dame du Rosaire, l'église est solennellement consacrée, et son maître-autel oint et pourvu des reliques transférées de l'ancien, par l'archevêque de Malines, le cardinal Goossens, lors d'une messe pontificale. Une plaque commémorative fixée au mur en atteste.

### Un chantier permanent
L'église, par son architecture et style particulier, par son histoire, sa situation géographique et ses décorations et œuvres d'art, acquiert immédiatement une place importante dans le paysage urbain et marque les esprits bruxellois. Il n'empêche qu'elle donnera également des soucis dès son achèvement et nécessitera, en quasi permanence, des travaux de réfection. Dès 1907, l'architecte signalera l' « urgence de travaux à faire » en raison de chutes de pierres. Tout au long du xxe siècle, des infiltrations d'eau (au niveau du dôme), entraînant de graves dégradations, feront de l'édifice un chantier quasi permanent. En particulier en 1923, d'importants travaux « pour la consolidation du bâtiment et la sécurité des passants » sont entrepris.
En 1927, ce sont les grands vitraux qui suscitent de l'inquiétude. Chaque fois, la fabrique d'Église se voit contrainte de demander l'assistance financière de l'État ou des communes qui prennent du temps à réagir. Puis, en 1937, les gouttières et tuyaux de descente qui sont défectueux et à refaire…

### Fermeture, classement et restauration
Si l'édifice traverse sans trop de difficultés la Seconde Guerre mondiale, à part la perte de ses cloches confisquées par l'occupant allemand, la situation s'aggrave par après.
La dégradation est telle que, en 1966, l'église royale Sainte-Marie est fermée au public car jugée trop dangereuse. Les offices liturgiques sont célébrés dans sa crypte. On parle ouvertement de la démolir. C'est un cri d'alarme. En 1972, une association est créée, les « Amis de l'église Sainte-Marie », dans le but de sauvegarder l'édifice. Elle obtient avec succès son classement comme monument historique en 1976.
En 1982, les travaux de restauration complète du monument historique commencent. Ils dureront quatorze ans. Façade, tourelles, pinacle, porche, corniches : tout est inspecté et restauré. L'ensemble des vitraux et la tour des cloches également (qui recouvre ses trois cloches). À l'intérieur, ce sont les grandes surfaces de plafonnages et les stucs qui sont restaurés. L'église est rouverte au public en 1996. C'est l'occasion d'y introduire une œuvre d'art contemporaine : une céramique de Max Van der Linden, illustrant quelques aspects de l'histoire de l'église.

### Aujourd'hui
Tout en même temps, un groupe s'attache à réfléchir sur l'orientation à donner à cette église, joyau de l'architecture bruxelloise. Finalement, avec l'accord de l'archidiocèse et de la fabrique d'église, il est décidé, dans un esprit œcuménique, d'ouvrir largement l'édifice aux autres confessions chrétiennes, tout en restant lieu de culte paroissial. Depuis sa réouverture, des célébrations œcuméniques – prière ou partage – y sont organisées. L'église accueille également des concerts, expositions et autres activités culturelles.

## Description
Structurellement, le corps de l'église est un octogone, dont le côté méridional s'ouvre sur le porche, et le côté septentrional s'ouvre sur un rectangle qui reçoit, en surélevé, le sanctuaire et, en soubassé, une crypte de grande dimension. Huit piliers sur le pourtour d'un cercle intérieur de 25 mètres de diamètre forment l'armature du bâtiment. Un déambulatoire de cinq mètres fait le tour de cette nef circulaire. Six chapelles occupent les autres côtés de l'octogone. Les piliers sont liés les uns aux autres par des arcs en fer à cheval.
Un escalier permet de monter vers le sanctuaire. À droite et gauche de cet escalier, deux volées de marche descendent vers la crypte de style néo-roman. Avec, à l'étage inférieur, une « sous-crypte ».

## Évènements
- 1922 : mariage de René Magritte.
- 1924 : funérailles de Giacomo Puccini.
- 1983 : funérailles de Simone Max.

## Galerie

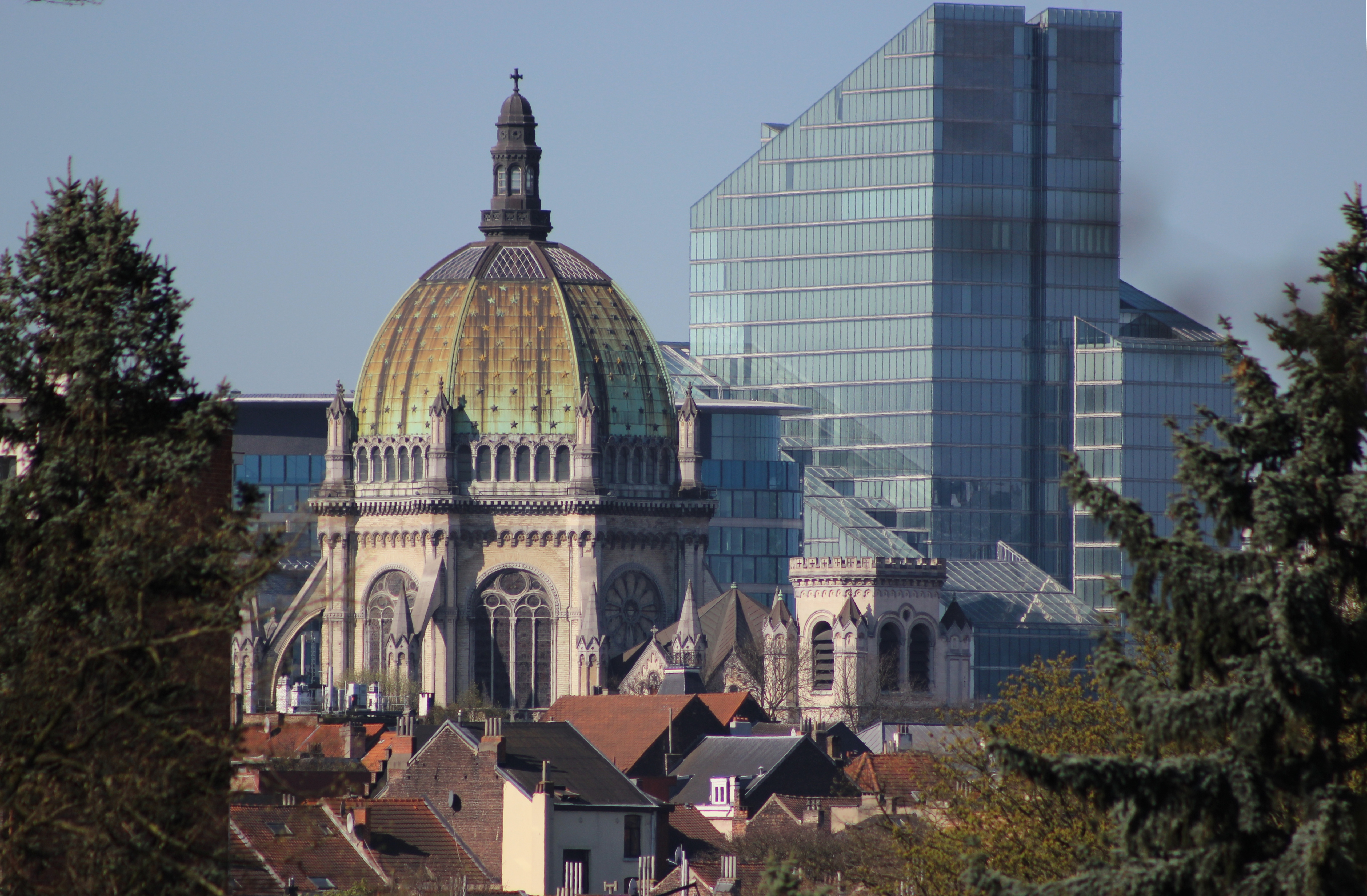
Église royale Sainte-Marie vue depuis le parc Josaphat
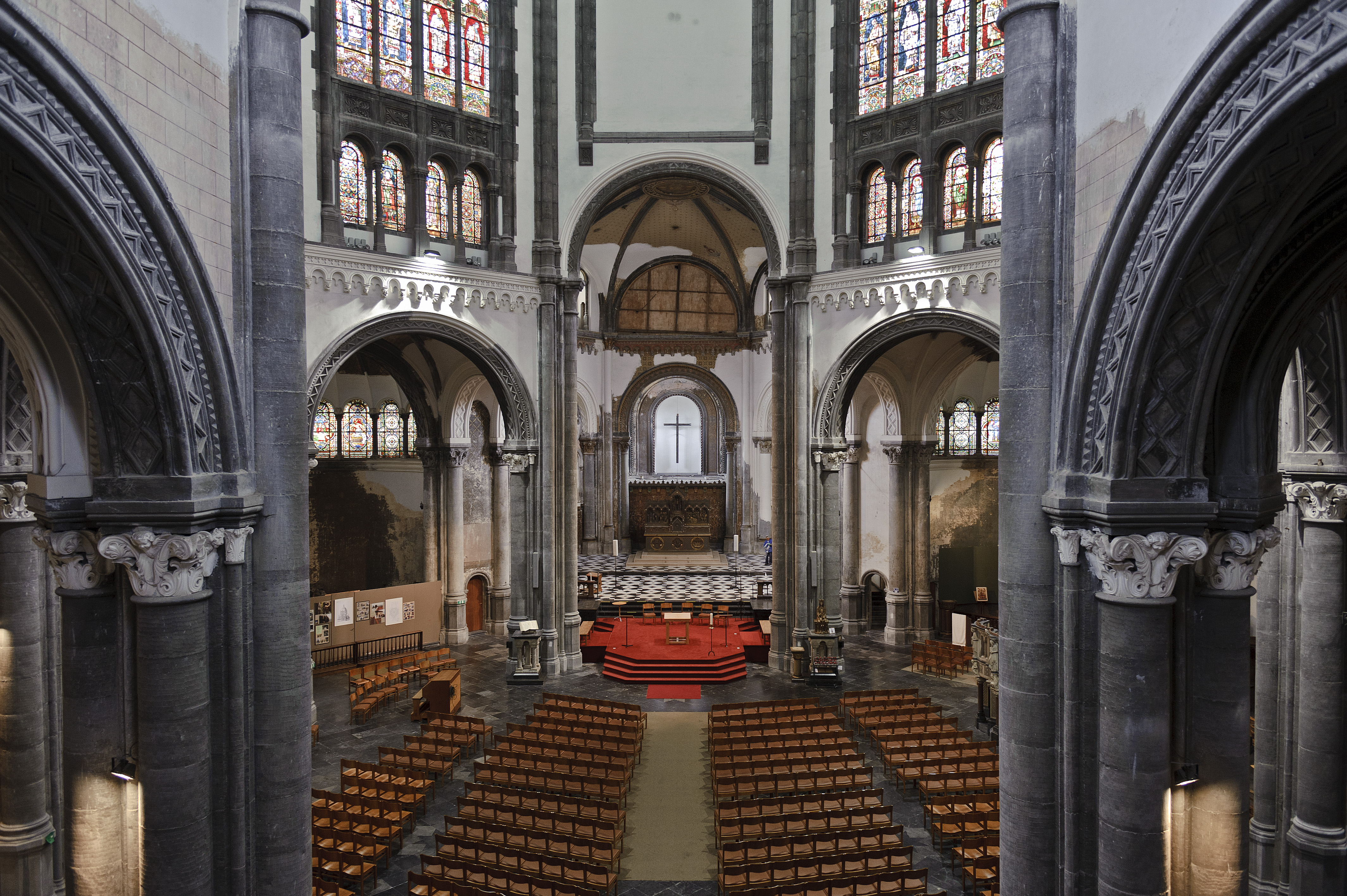
Vue intérieure
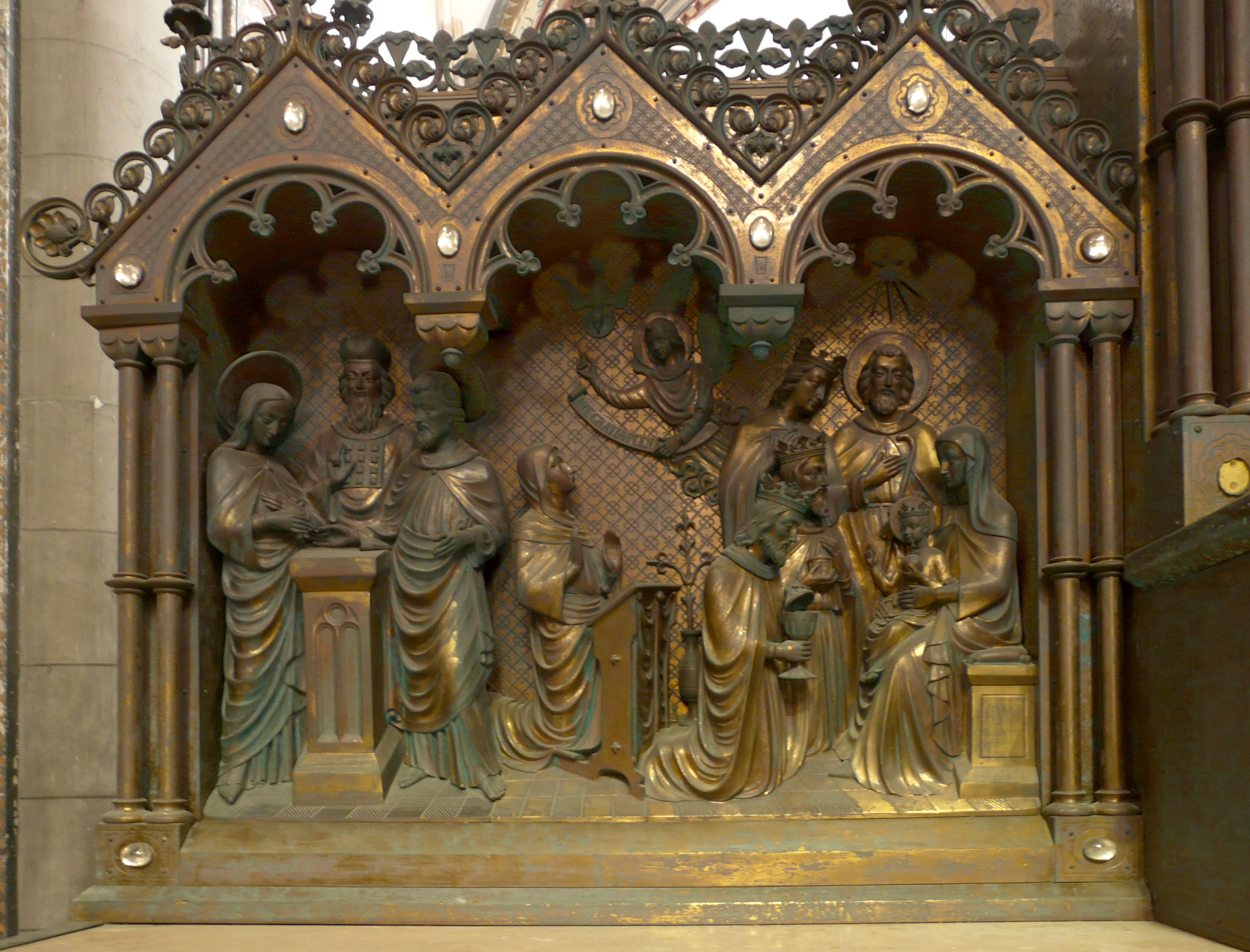
Retable
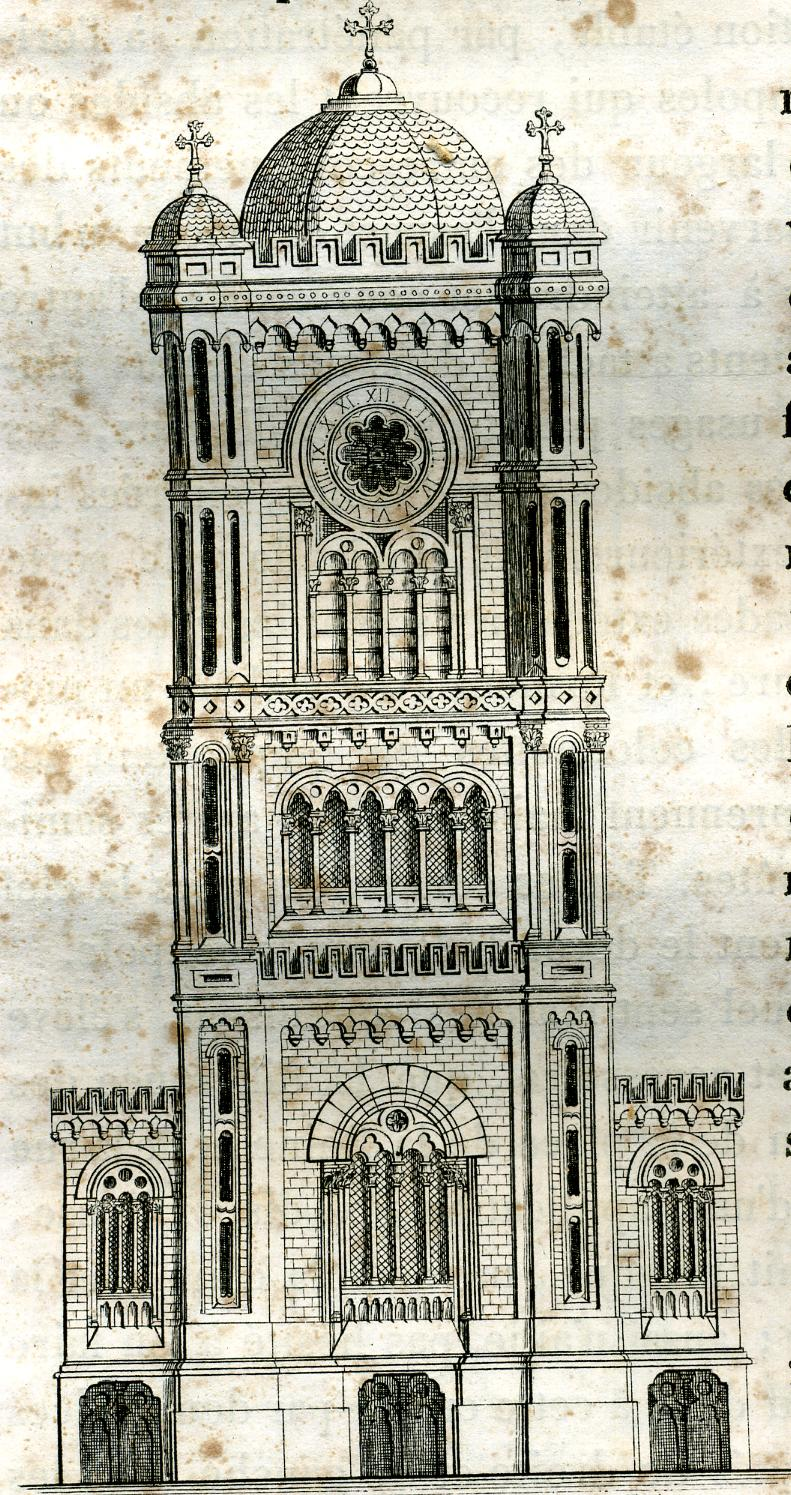
Clocher de l'église Sainte-Marie à Schaerbeek, par Louis Van Overstraeten
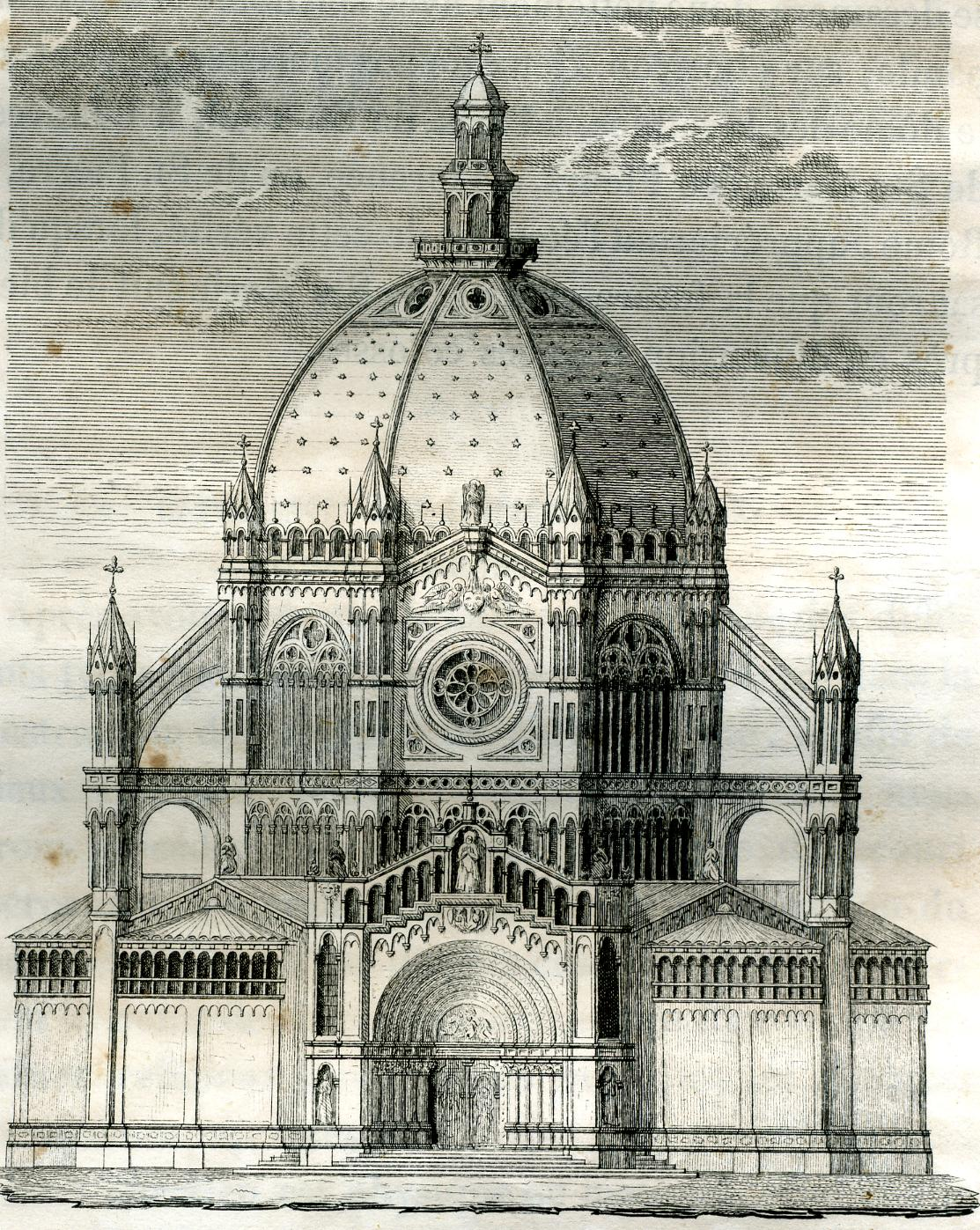
Vue de la nouvelle église Sainte-Marie, projet par Louis Van Overstraeten.
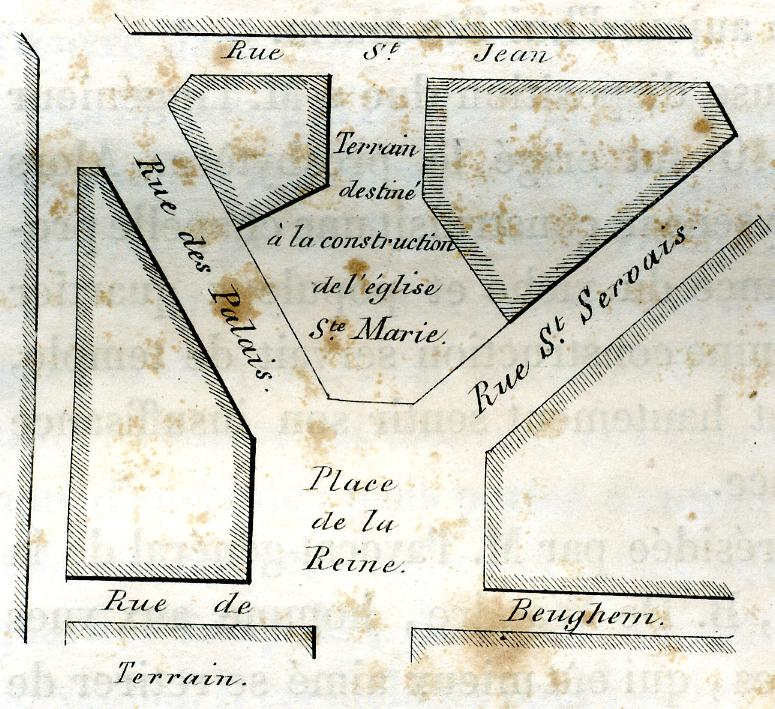
Terrain destiné à la construction de l'église Sainte-Marie à Schaerbeek
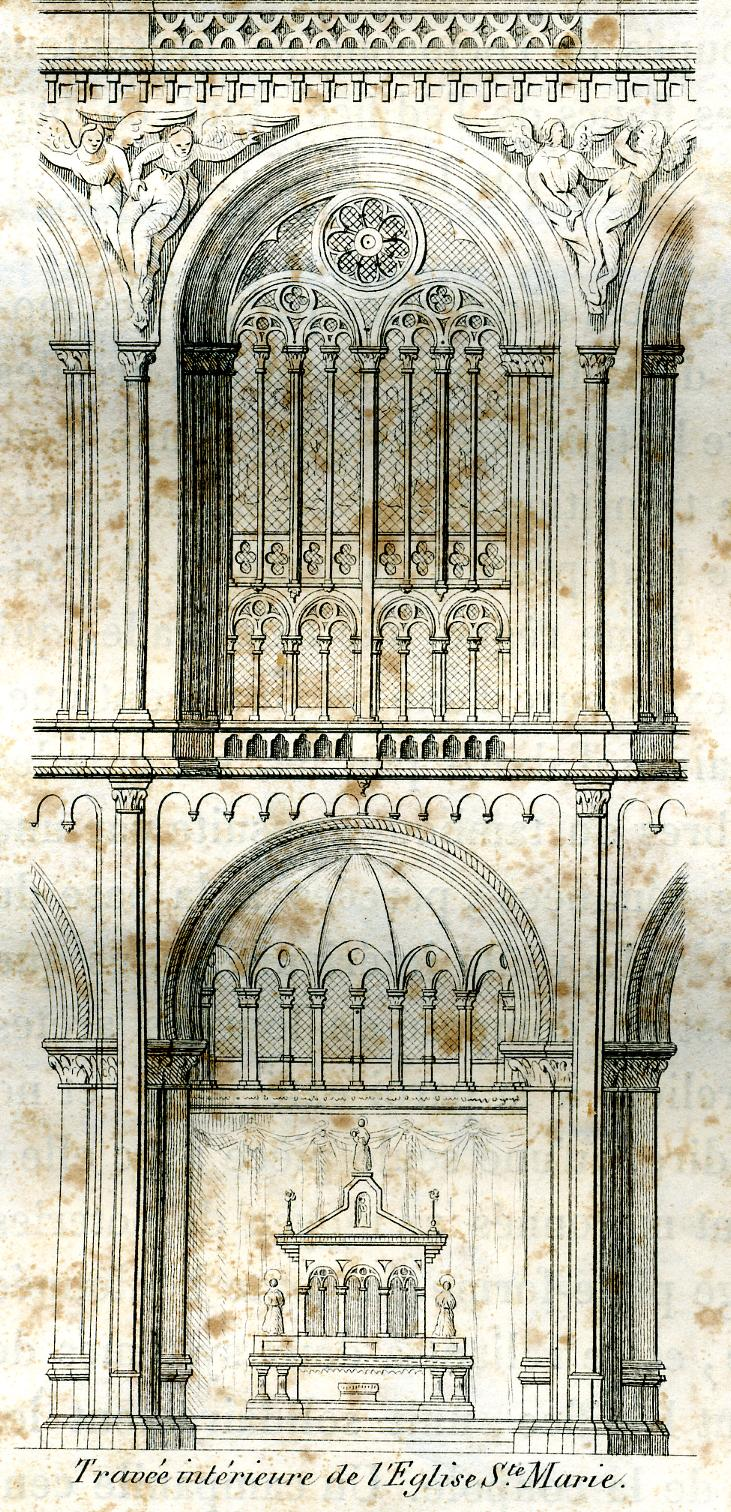
Travée intérieure de l'église Sainte-Marie.

## Source
- L'article est très largement inspiré de la brochure publiée par Marie-Thérèse Gelders à l'occasion du 150e anniversaire de l'église royale Sainte-Marie: Église royale Sainte-Marie; chronique d'une construction, Bruxelles, Fondation Sainte-Marie, 2003, 96pp.